# نانها

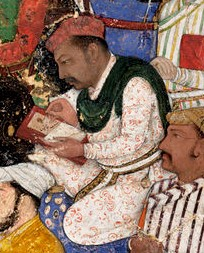
سلف‌پرتره.

نانها نقاش هندی در خدمت فرمانروایان گورکانی، اکبر و جهانگیر، بود. در اوایل دهه ۱۵۸۰ میلادی او به کارگاه درباری تعلق داشت، جایی که او یکی از هنرمندان برتر نبود، اما کمک‌های باکیفیتی هم در زمینه ترکیب‌بندی تصویرها و در رنگ‌بندی آثار خود و سایر طرح‌ها داشت. آخرین تصاویر شناخته‌شدهٔ او در حدود سال ۱۶۲۰ میلادی خلق شدند. نانها عموی بیشنداس، دیگر نقاش مطرح گورکانی، بود.

## در دربار اکبر

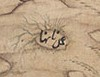
امضای نانها.

نانها در بسیاری از نسخه‌های خطی مصور تولید شده در عصر اکبرشاه مشارکت داشت. او در تمام جریان‌های موضوعی اصلی نقاشی مغول مشارکت داشته‌است: تصویرسازی تا داستان‌های ماجراجویی، شعر فارسی، آثار تاریخ سلسله و حماسه‌های هندو. در این مدت او در سبک‌های مختلفی کار کرد. در حالی که آثار اولیه او آموزش استادان ایرانی را نشان می‌دهد، او همچنین از تکنیک‌های جدیدی که از چاپ، حکاکی و گاهی نقاشی‌های رنگ روغن اروپایی دریافته بود، استفاده کرد.
- داراب نامه، حدود ۱۵۸۰. فول 15r، 24r، 30r، 35r، 35v، 50v. نانها برای تمام تصویرسازی‌ها، هم در طرح و هم در عمل حضور داشته.
- تاریخ خندان تیموری، اختصاراً تیمورنامه، حدود ۱۵۸۴. کتابخانه عمومی شرقی خدابخش، پتنا، شماره ۵۵۱، فول. 30r (عمل)، ۵۵ ولت و 56r (طرح و عمل)، ۱۶۵ ولت (فقط چهره).[۲] نانها اوایل در پرتره‌ها، به‌ویژه پرتره‌های اکبر، جهانگیر و اجدادشان تخصص داشت؛ بنابراین او در آثار مختلف در مورد تاریخ مغول مشارکت داشته‌است.

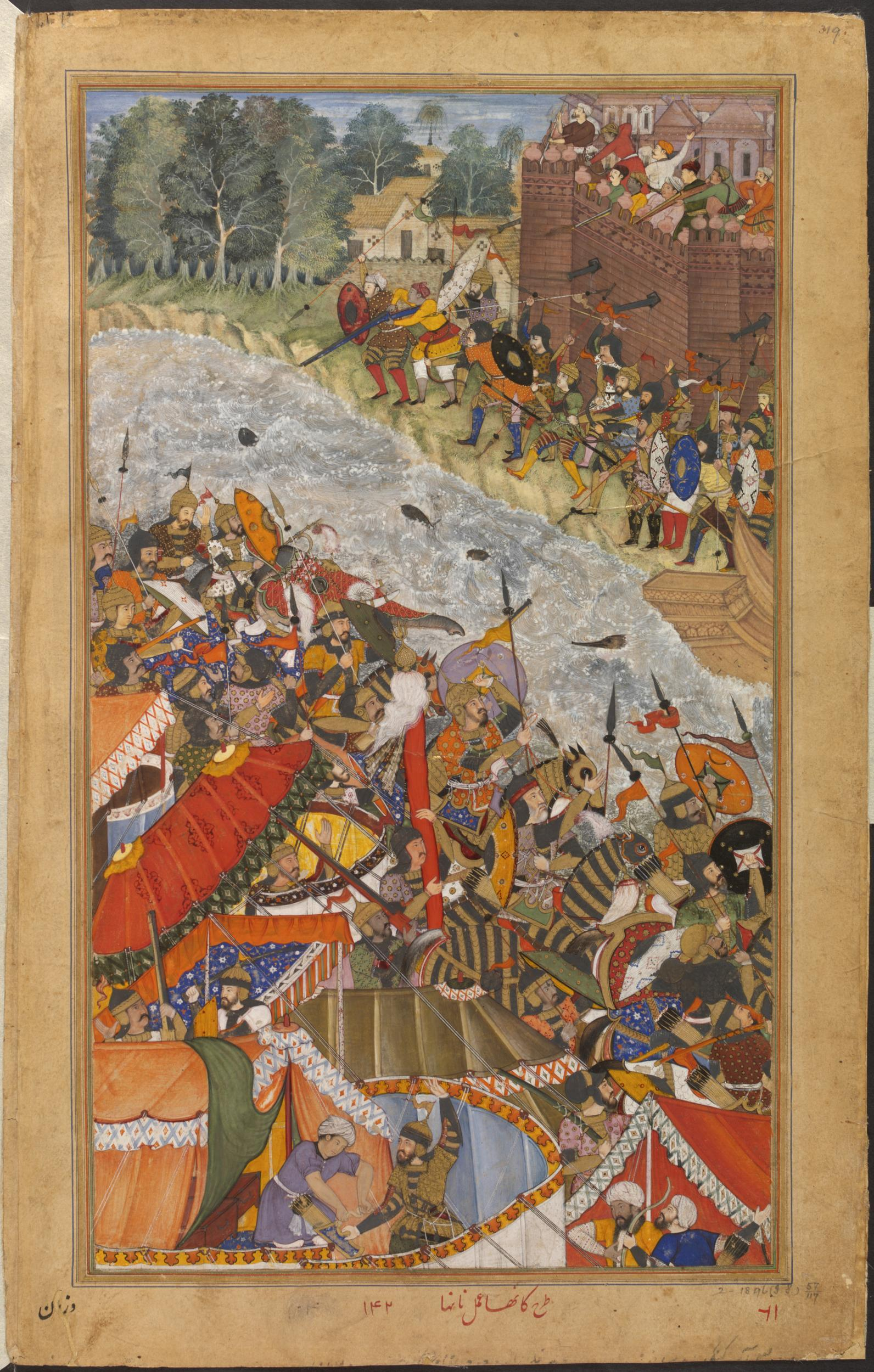
سپاهیان علیقلی خان قبل از کنوج. ۱۵۶۷. طراحی کانها، رنگ آمیزی نانها. ۱. اکبرنامه، حدود ۱۵۹۰.

- رامایانا، حدود ۱۵۸۴–۸۹. موزه مهاراجا ساوای من سینگ دوم، جیپور، ام اس، AG 1950. به گفته ورما، نانها تنها در یک تصویر از این دست‌نوشته نقش داشته‌است که در آن رنگ‌آمیزی به عهده او بوده‌است. پیش نویس مربوطه از کانها آمده‌است.[۳]
- رزم‌نامه، ۱۵۸۲–۸۶. جیپور، فول. ۱۱۵–۱۱۶، ۱۱۹ (همه فقط رنگ آمیزی)[۴]
- دیوان انوری، ۱۵۸۸. موزه‌های هنر هاروارد، موزه آرتور ام. ساکلر، شماره شی ۱۹۶۰٫۱۱۷٫۲۴۷. یک انتساب به سختی قابل رمزگشایی در زیر مینیاتور هست، که در آن چندین مورخ هنر فکر می‌کنند نام نانها را می‌شناسند.[۵][۶]
- خمسه نظامی، ۱۵۸۵–۹۰. موزه هنر دالاس، K.1.2014.18; فول کردن 15r (طرح و عمل)، ۱۸۶ ولت (چهره)، 227r (چهره)، 230r (طرح و عمل)[۷] نقاش از پرسپکتیو جوی برای طراحی پس‌زمینه در جلد 15r استفاده می‌کند. گروه کوچکی از خانه‌ها در بالای ستون‌های متن و منظره در سمت راست بالای مینیاتور در دوردست به رنگ آبی محو می‌شوند. این تکنیک با تصاویر اروپایی به دربار گورکانیان رسید و قبلاً تا حدی توسط باساوان در داراب‌نامه (تا 34r) استفاده شده بود. طراحی پس زمینه تصویر نانها برای چنگیزنامه است (ص. و).
- بابرنامه، حدود ۱۵۹۰. موزه ویکتوریا و آلبرت لندن، IM 276-1913 و 276A-۱۹۱۳: نقشی از بابر که بر ساخت باغ وفا در نزدیکی کابل نظارت می‌کند. برای این دو صفحه، بیشنداس طرح زده و نانها چهره‌های شخصیت‌های مهم را کشیده.[۸]
- اکبرنامه ویکتوریا و آلبرت، حدود ۱۵۹۰، شماره ۱۰۴ (چهره، ج.آ. توسط اکبر، شماره ۱۲۸ (عمل) و شماره ۱۴۲ (عمل)[۹]

یکی بودن هویت نانها و کانها به ادعای جی. لاستی رد می‌شود؛ یعنی در اکبرنامه ۱۵۹۰ که در اینجا ذکر شد و رامایانا که بالاتر ذکر شد، نانها نقش کمتری داشته. در هر دو مورد، طرح از کانها و رنگ آمیزی از نانها است.
- انوار سهیلی، حدود ۱۵۹۵. دوبلین، کتابخانه چستربیتی، در. ۴: شاه هیلار از یک کابوس بیدار می‌شود. برگ جدا شده[۱۲]
- خمسه نظامی ، ۱۵۹۵. British Museum Or. 12208, fol. 63v، 159r، 305r. گالری هنری والترز، بالتیمور، W613، صفحه 16b. برای هر چهار تصویر، نانها مسئول طرح و رنگ آمیزی بود. این دست نوشته یکی از باشکوه‌ترین آثار نقاشی مغول است. این واقعیت که نانها در اینجا با چهار مینیاتور از مجموع ۴۲ مینیاتور نمایش داده شده‌است، بیانگر قدردانی ویژه از توانایی‌های هنری اوست.[۱۳]
- چنگیزنامه، ۱۳۹۶، تهران، کتابخانه کاخ گلستان، شماره ۲۲۵۴. فول 54v (چهره) و 70r (پیش‌نویس)[۱۴] برخلاف خمسه موجود در موزه هنر دالاس (فول 15r)، ترکیب تصویر 70r از سنت ایرانی پیروی می‌کند. نانها عمق فضا را با ردیف‌هایی از تپه‌ها نشان می‌دهد که پشت سر هم قرار می‌گیرند.
- اکبرنامه چستر-بیتی، حدود ۱۶۰۰. موزه بریتانیا، لندن یا ۱۲۹۸۸، تصویر ۳ (طرح). بر اساس اعتقاد اسلامی، آدم قد بلندی خاصی داشت. ابوالفضل نیز این تصور را پذیرفته و در اکبرنامه او را ۶۰ گز توصیف کرده‌است؛ بنابراین، آدم از درخت کنارش بلندتر است و اشیاء بزرگ جلوی او، همقد اردکی کوچک به نظر می‌رسد.[۱۵]

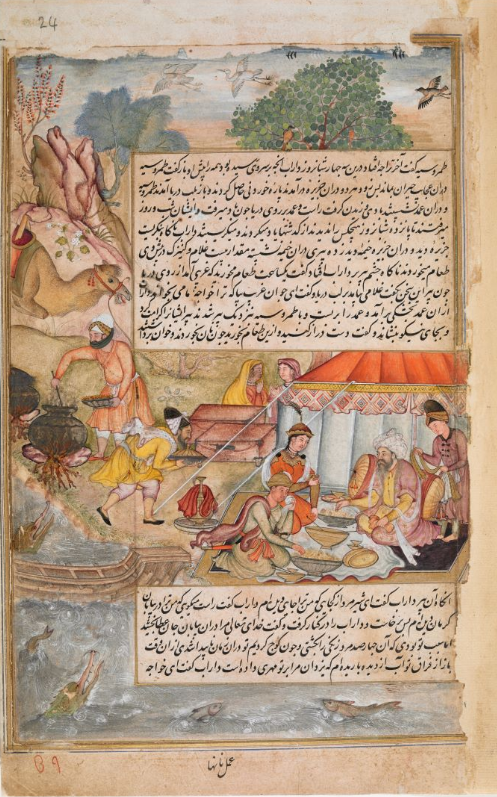
Dārāb und Tamrūsīya bei ʿUmar. Dārab-nāma Fol. 24r
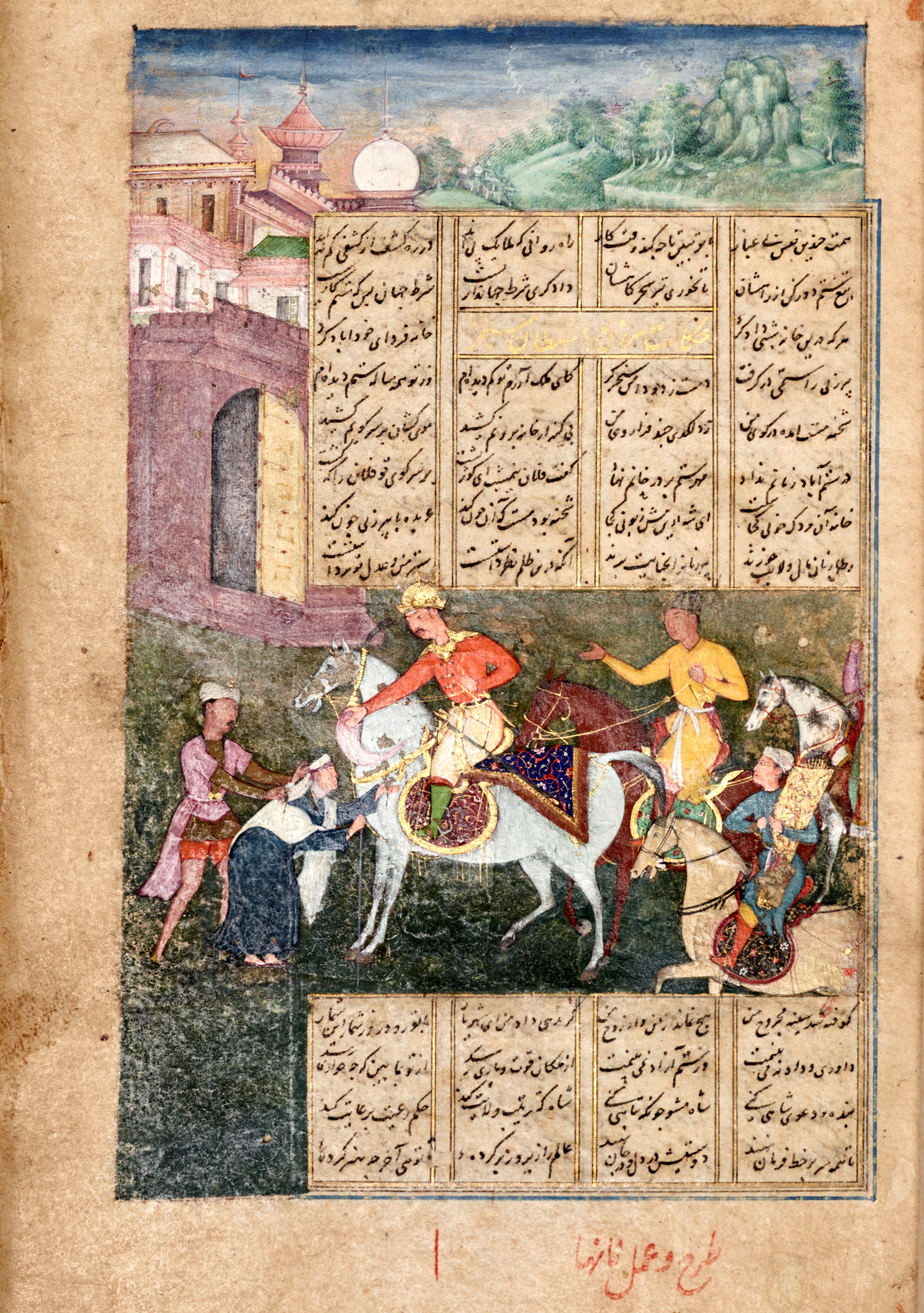
Sultan Sanjar und die alte Frau. Khamsa  Fol. 15r
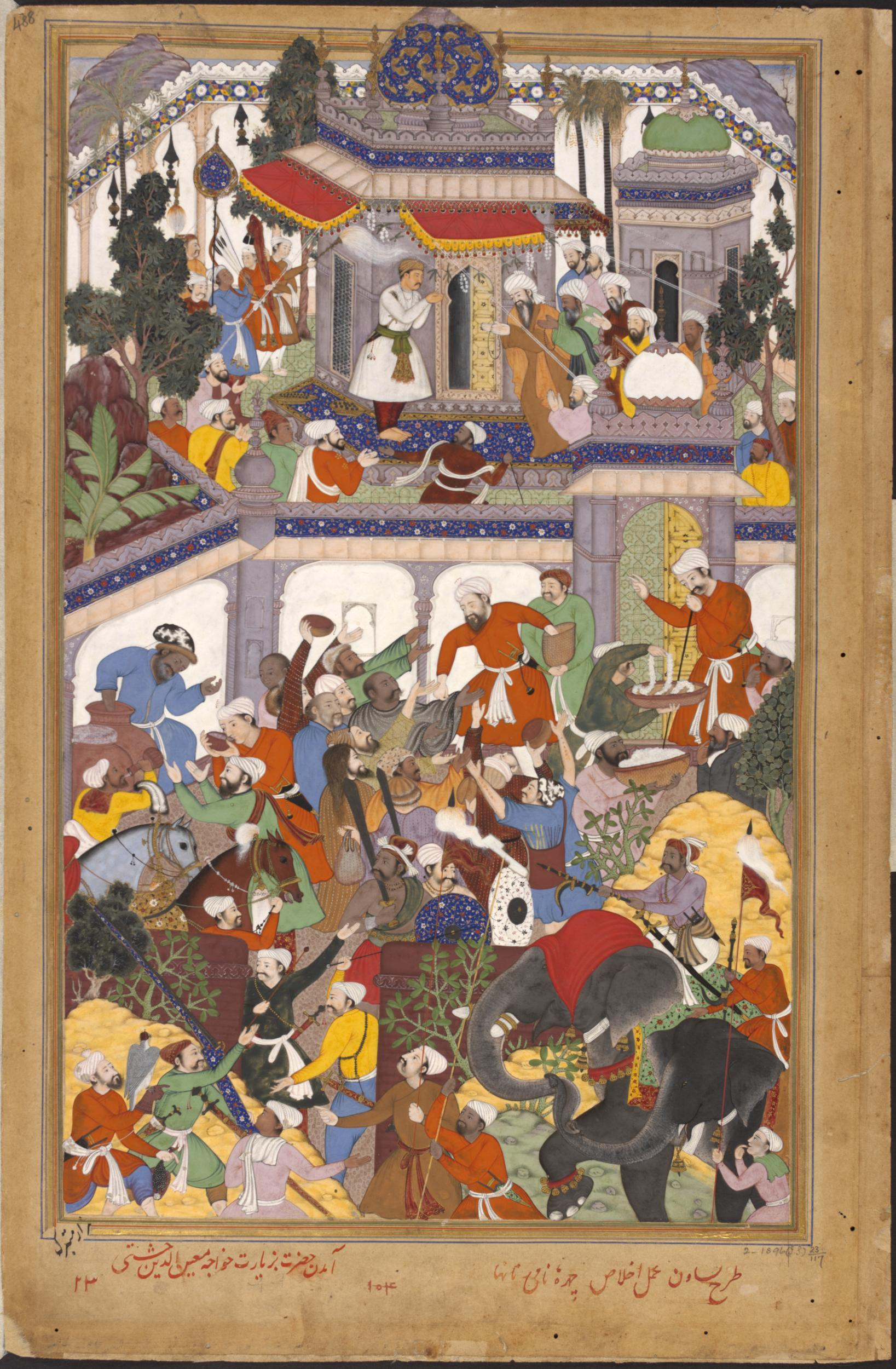
Akbar in Ajmer. Akbar-nāma, ca. 1590
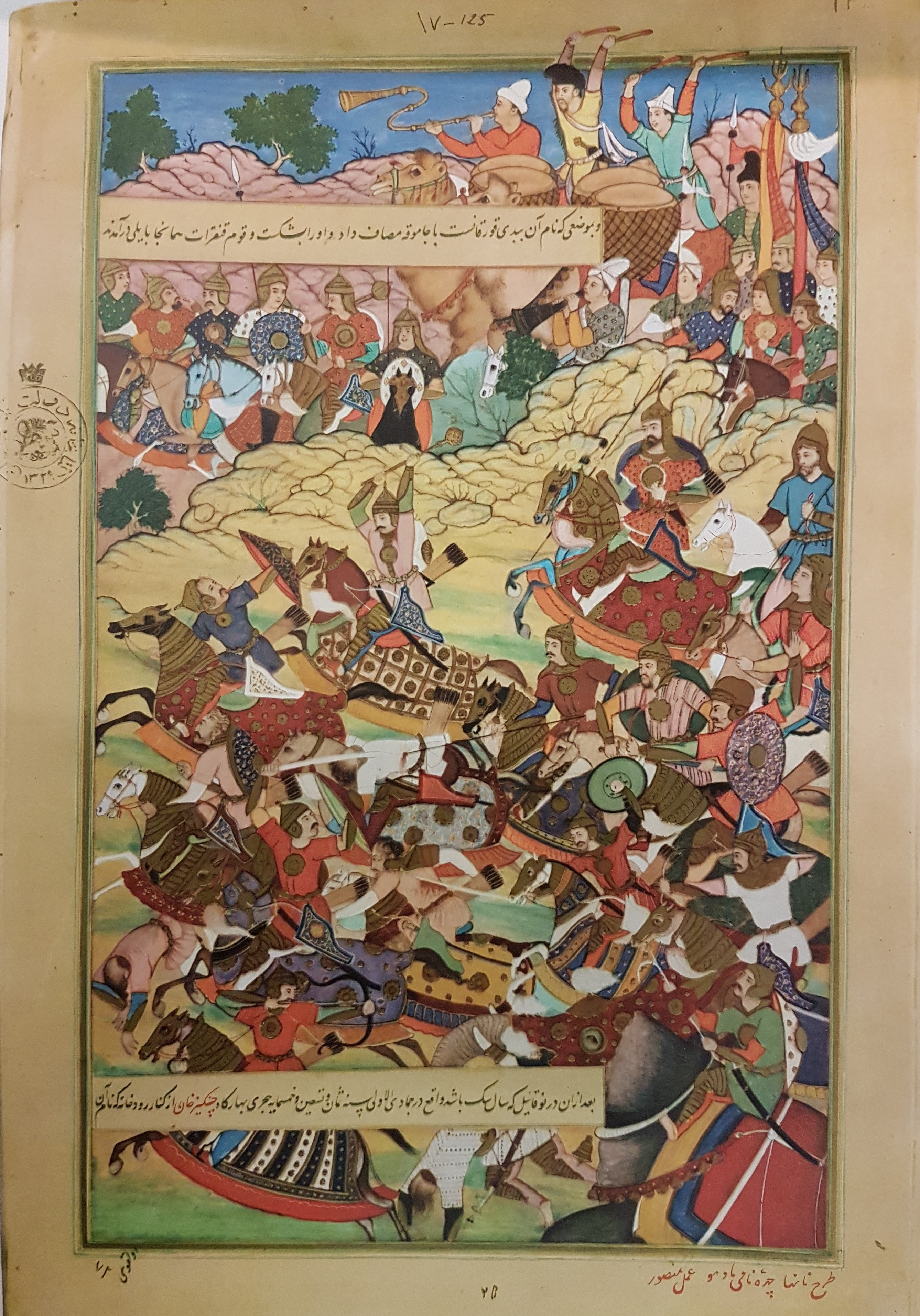
Chingīz-nāma, Fol. 70r. Entwurf von Nānhā
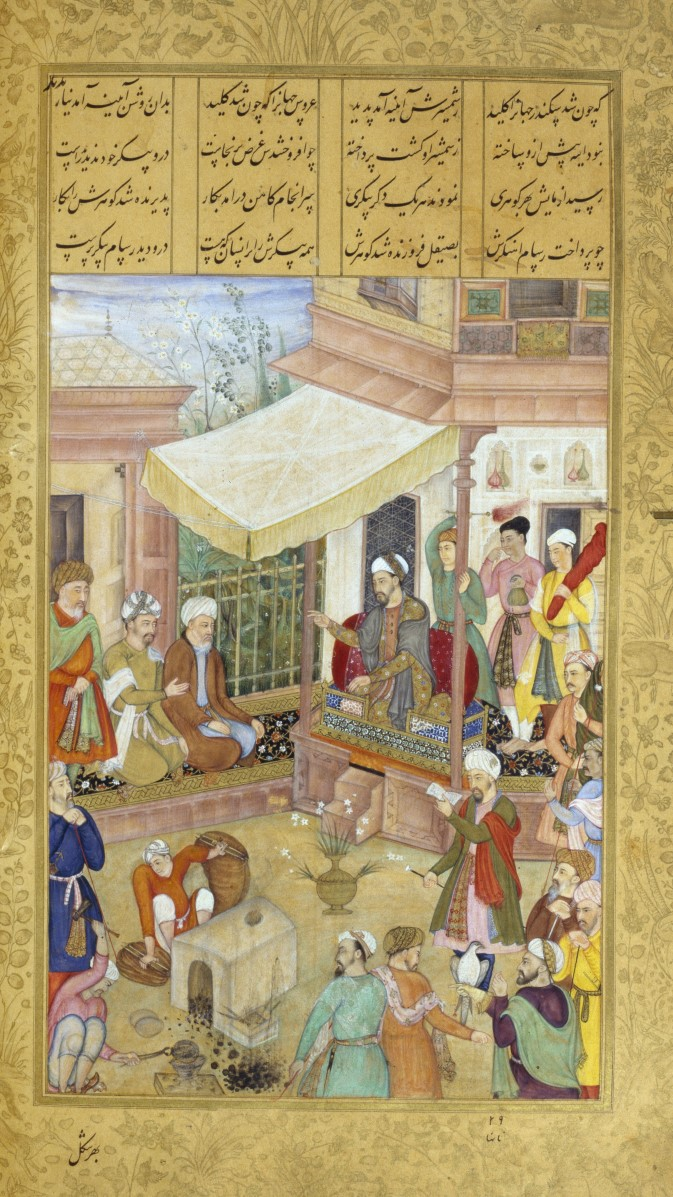
Alexander und die Erfindung des Spiegels. Khamsa von Nizāmī
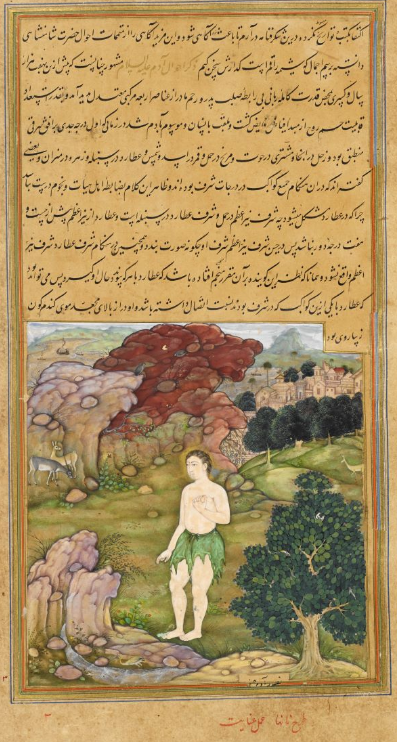
Adam, 60 Ellen groß. Akbar-nāma 1597

## در دربار شاهزاده سلیم/جهانگیر
گفته شده‌است که نانها ممکن است کارگاه امپراتور را ترک کرده و به دنبال شاهزاده سلیم در سال ۱۶۰۰ به الله‌آباد رفته باشد. دلایل ذکر شده این است که در چهار سال منتهی به ۱۶۰۴ او در دست‌نوشته‌های بسیار کمی برای اکبر نقش داشت، اما پرتره‌ای در آلبوم سلیم که در این دوره جمع‌آوری شد، و همچنین تصویری برای نقاشی انوار سهیلی سلیم ارائه کرد. با این حال، مشارکت او در آلبوم سلیم نیز می‌توانست قبل از سال ۱۶۰۰ ساخته شده باشد، مانند بسیاری از تصاویر دیگر این آلبوم. انوار سهیلی تنها پس از سلطنت شاهزاده تکمیل شد. مینیاتور نانها لزوماً نباید قبل از سال ۱۶۰۵ اضافه شده باشد؛ بنابراین هیچ مدرکی وجود ندارد که نانها در کارگاه نقاشی سلیم در الله‌آباد حاضر بوده باشد. البته دور از ذهن هم نیست. کارهای بعدی او تقریباً منحصراً پرتره هستند. همه آن‌ها متعاقباً توسط هنرمندان دیگر قاب شدند و در آلبوم‌های مختلف ادغام شدند.
- پرتره یک پیرمرد، حدود ۱۵۹۵–۱۶۰۰. آلبوم سلیم. متروپولیتن موزه هنر ۲۰۱۹٫۱۵۹ اندازه تصویر ۱۲٫۷ × ۶٫۸ سانتی‌متر. املای نام او، در اینجا متفاوت است ولی گرچه نام نانها بدون علامت «آ» طولانی در انتهای آن آمده، می‌توان تصور کرد که منظور دقیقاً این نقاش است.
- زاهد خان. حدود ۱۶۰۶. مجموعه قدیمی اکسل روم؛ مکان نامعلوم اندازه تصویر ۷٫۴ × ۱۵ سانتی‌متر. زیرنویس: اثر نانها. پرتره زاهد خان. احتمالاً این پسر صادق خان اهل هرات است. پس از مرگ پدرش به دربار مغول آمد و اندکی پیش از مرگ اکبر به او لقب خان اعطا شد. آخرین خبر او از مدخلی در جهانگیرنامه در فوریه ۱۶۰۷ است[۱۷][۱۸]

### حمله شیر
برخورد شکار با شیر و حمله شیر ظاهراً موضوع مورد علاقه نقاش بود. با این حال، ما فقط دو تصویر داریم که به‌طور قابل تأیید با نام نانها برچسب گذاری شده‌است.
- انوار سهیلی، حدود ۱۶۰۴–۱۰۱۰. در کتابخانه بریتانیا ۱۸۵۷۹، fol 280v.

یک شیر زن کشاورز را که با یک شاهزاده فرار کرده بود، می‌کشد.
- حمله یک شیر به یک شکارچی، حدود 1605.[۲۰] کتابخانه عمومی فیلادلفیا، لوئیس ام ۳۶. اندازه تصویر ۱۹ × ۲۹ سانتی‌متر. روی ابریشم نقاشی شده‌است.[۲۱]

به گزارش اس پی ورما، دو اثر دیگر از نانها در موزه ایالتی بارودا و گالری تصاویر وجود دارد که جهانگیر و شاهزاده خرم در حال کشتن یک شیر و روی هر دوی آنها «عمال نانها» نوشته شده‌است. هیچ‌کدام از آنها منتشر نشده‌است. Milo C. Beach و SP Verma همچنین تصویری بی‌نام از حدود سال ۱۶۱۵ در موزه هندی کلکته را به نانها نسبت می‌دهند که شلیک جهانگیر به چشم یک شیر را نشان می‌دهد.

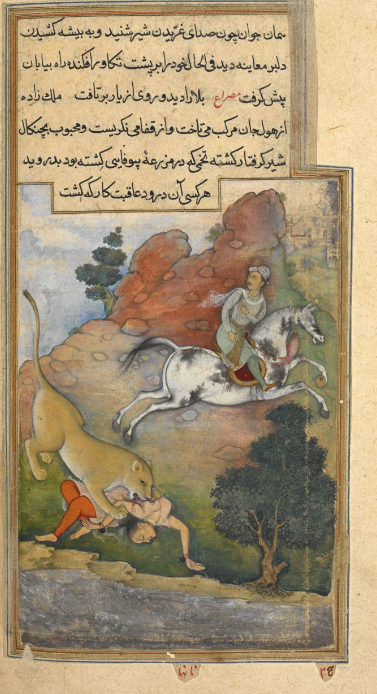
Ein Löwe tötet die untreue Ehefrau. Anwār-i Suhaylī ۱۶۰۴-۱۰.
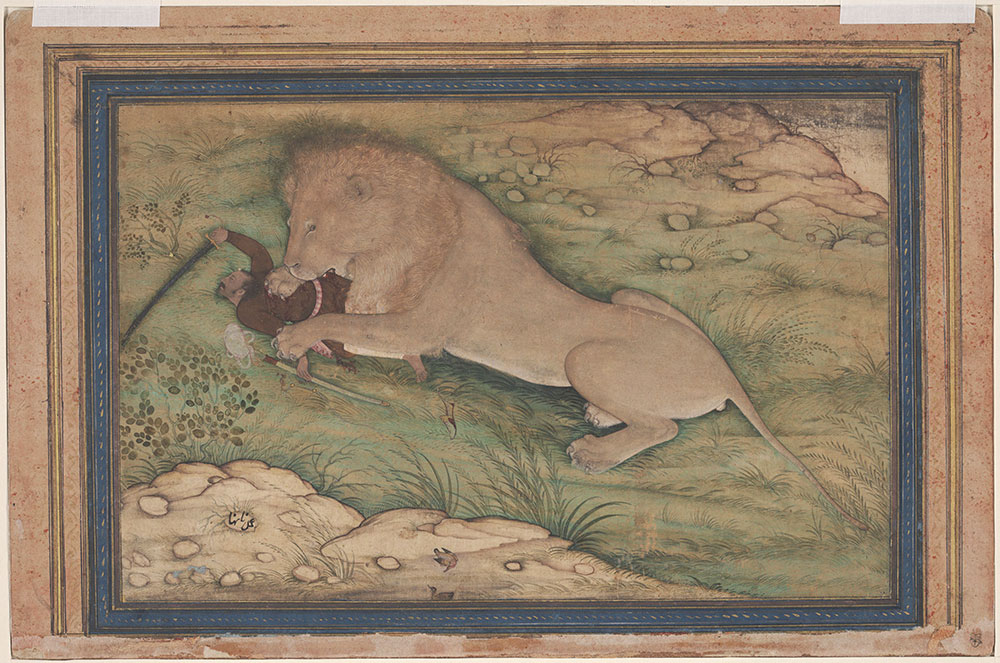
Ein Löwe greift einen Jäger an. Free Library of Philadelphia.
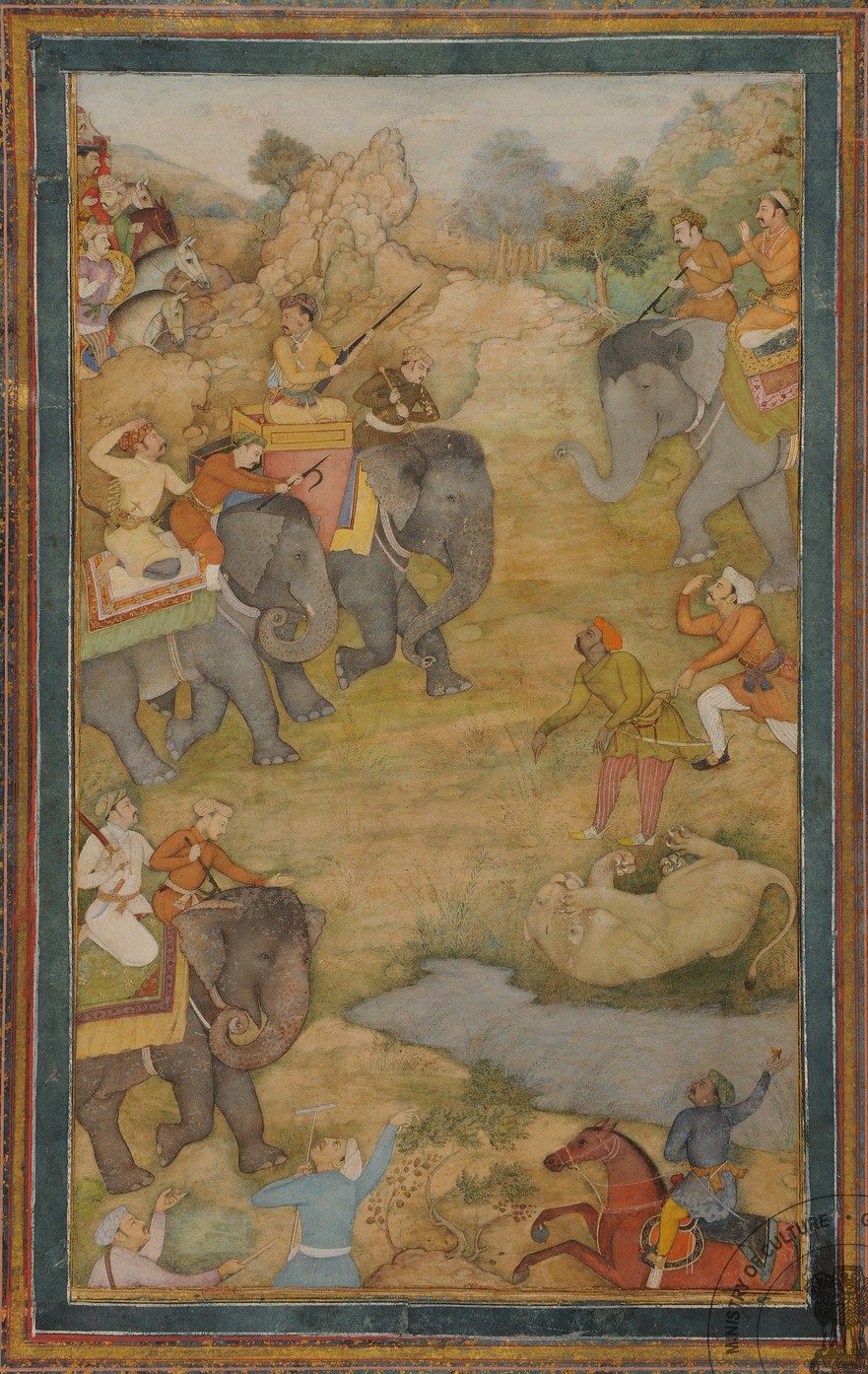
Jahāngīr auf der Jagd.

### کپی یک حکاکی از فلاندر
آخرین قضاوت، حدود ۱۶۰۵، در خمسه اثر میرعلی شیر نوایی. صحنه رستاخیز بعداً در قسمت 5b اضافه شد. کتابخانه سلطنتی قلعه ویندزور، RCIN 1005032.d. اثر نانها و منوهر. اندازه تصویر ۲۲٫۴ × ۱۴٫۸ سانتی‌متر. متن به زبان جغتای در اوایل سال ۱۴۹۲ در هرات کپی شد، اما تقریباً تمام فضای صفحه برای تصاویر خالی ماند. پس از یک تاریخ پر حادثه، نسخه خطی به دربار گورکانی رسید، جایی که نانها این صحنه آخرین داوری را به همراه همکارش منوهر اضافه کرد. این هنرمند الگوی نقاشی را از یک حکاکی روی مس اثر آدریان کولارت که در اواخر قرن شانزدهم نقاشی شده بود، الهام گرفت. این تصویر یحتمل از فلاندر و به همراه هیئت‌های یسوعی به دربار اکبر راه یافت. نقاشان در هنگام ساختن کپی‌ها به‌طور جدی به الگوی خود پایبند نبودند، بلکه تزئین‌های خود را ابداع کردند. این بیش از همه شامل بازتولید رنگ می‌شود، با رنگ‌های روشن و با سایه‌های خاکستری اثر متمایز است. همه افراد کمی بزرگتر از نسخه اصلی نشان داده می‌شوند، تعداد آنها کاهش یافته‌است. هنرمندان گورکانی در نسخه خود، به‌طور قابل توجهی تأکید بر گره‌های عضلانی افراد در حکاکی را کاهش دادند و در نتیجه شکل نرم تری به چهره‌ها دادند. صحنه رستاخیز هیچ ارتباطی با متن اطراف ندارد. با این حال، یک قطعه مصور در برگه ۳۵ ولت از همان نسخه خطی ممکن است بر انتخاب تأثیر گذاشته باشد. بحثی تخیلی بین فخرالدین رازی و شاه محمد خوارزمی دربارهٔ روز قیامت در آنجا وجود دارد.

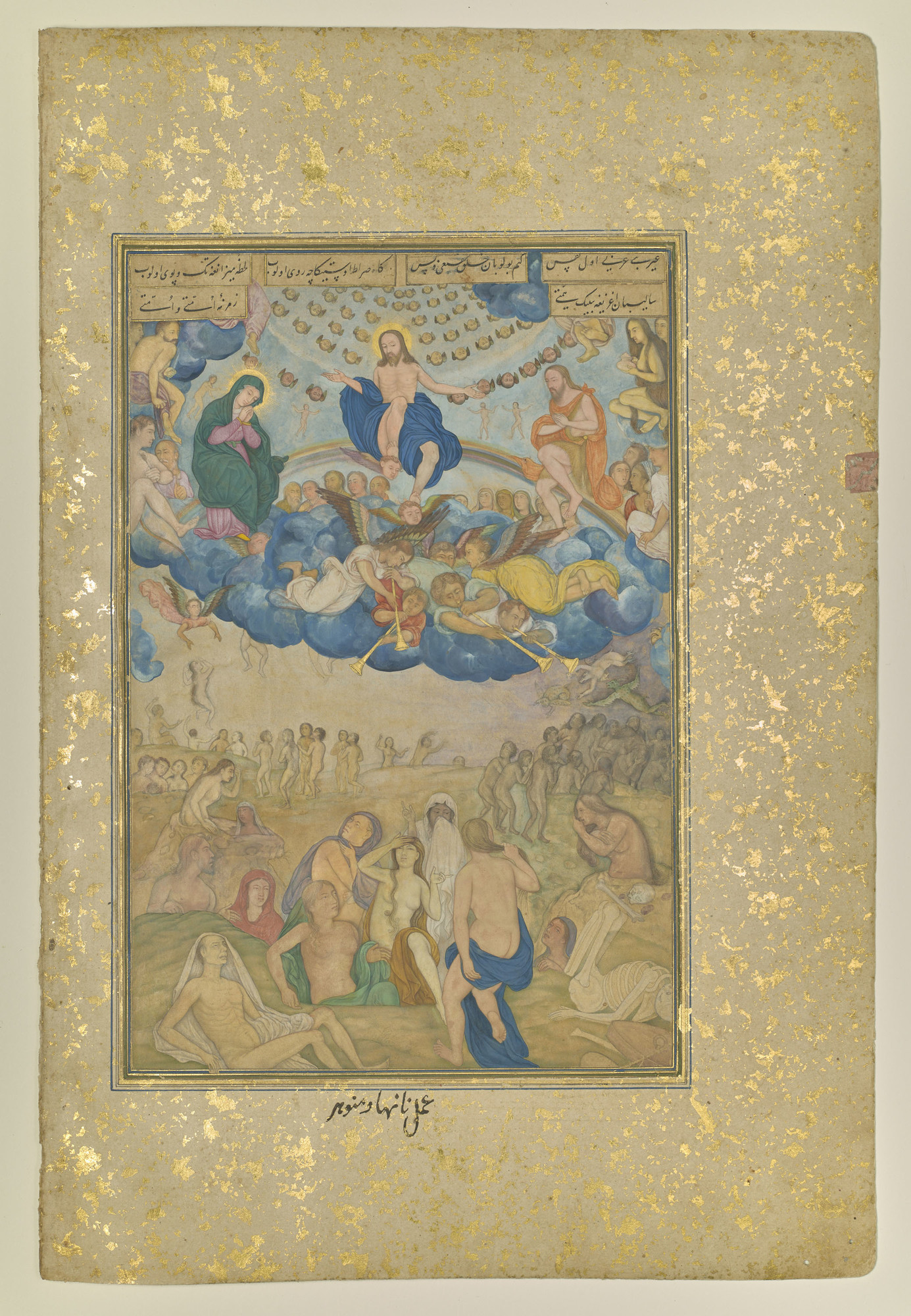
Das Jüngste Gericht. Nānhā und Manōhar.
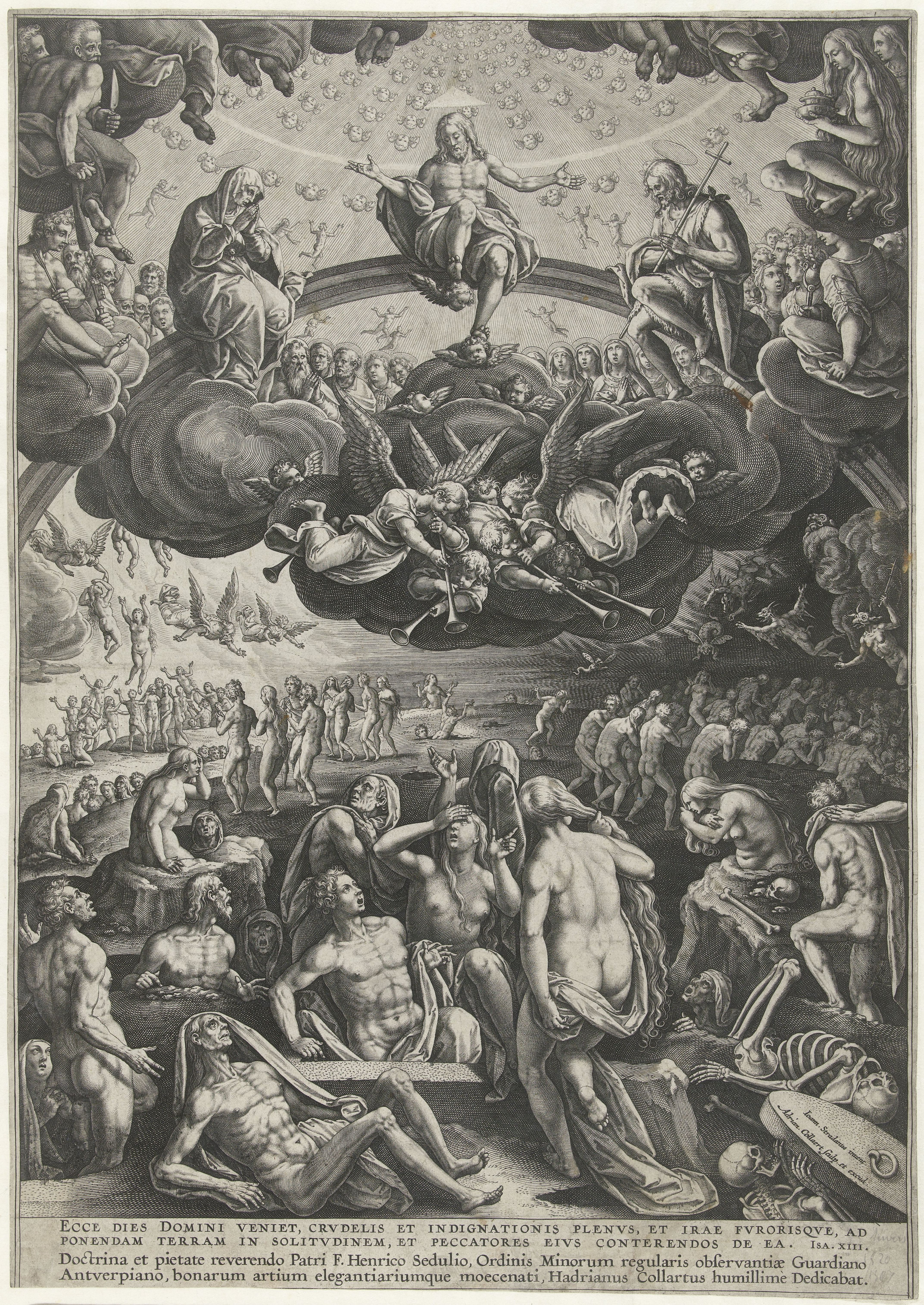
Adriaen Collaert: Das Jüngste Gericht, ca. 1570-1600.

### کپی از «شتر جنگی» بهزاد
مبارزه با شتر، حدود ۱۶۰۸. آلبوم گلشن، تهران، کتابخانه کاخ گلستان، شماره ۱۶۶۳. اندازه تصویر ۲۵٫۵ × ۱۵٫۶ سانتی‌متر. برای گورکانیان هند که خود شاخه‌ای از تیموریان بودند، کتاب‌ها، تصاویر و دیگر آثار هنری سرزمین مادری ارزش و آرمان بالایی داشت. آنها را نماد عظمت تیموری می‌دانستند که همان‌طور که لنتز و لوری می‌نویسند «نسب والای آنها و تاریخ حکمرانی آنها را به یاد می‌آورد.» به‌خصوص مغول‌ها بهزاد را اوج تمام هنرهای نقاشی می‌دانستند که نقاشان هندی نیز باید با آن سنجیده می‌شدند. تصویری به نام «جنگ شتر» که در آن «بهزاد فقیر و بدبخت» به‌عنوان نقاش شناخته می‌شود، قبلاً توسط میر سیدعلی در زمان اکبر کپی شده بود. قرار بود نانها نسخه دیگری به دستور جهانگیر تهیه کند. حاکم گورکانی شخصاً در قسمت متن نوشته‌است: «الله اکبر. این کار استاد بهزاد را دیده نانها مصور کرده حسب الحکم من جرره. جهانگیر بن اکبر پادشاه غازی سنه ۱۰۱۷.» این نسخه در آلبوم گلشن گنجانده شد و با نسخه اصلی یک صفحه دوگانه را تشکیل می‌دهد.

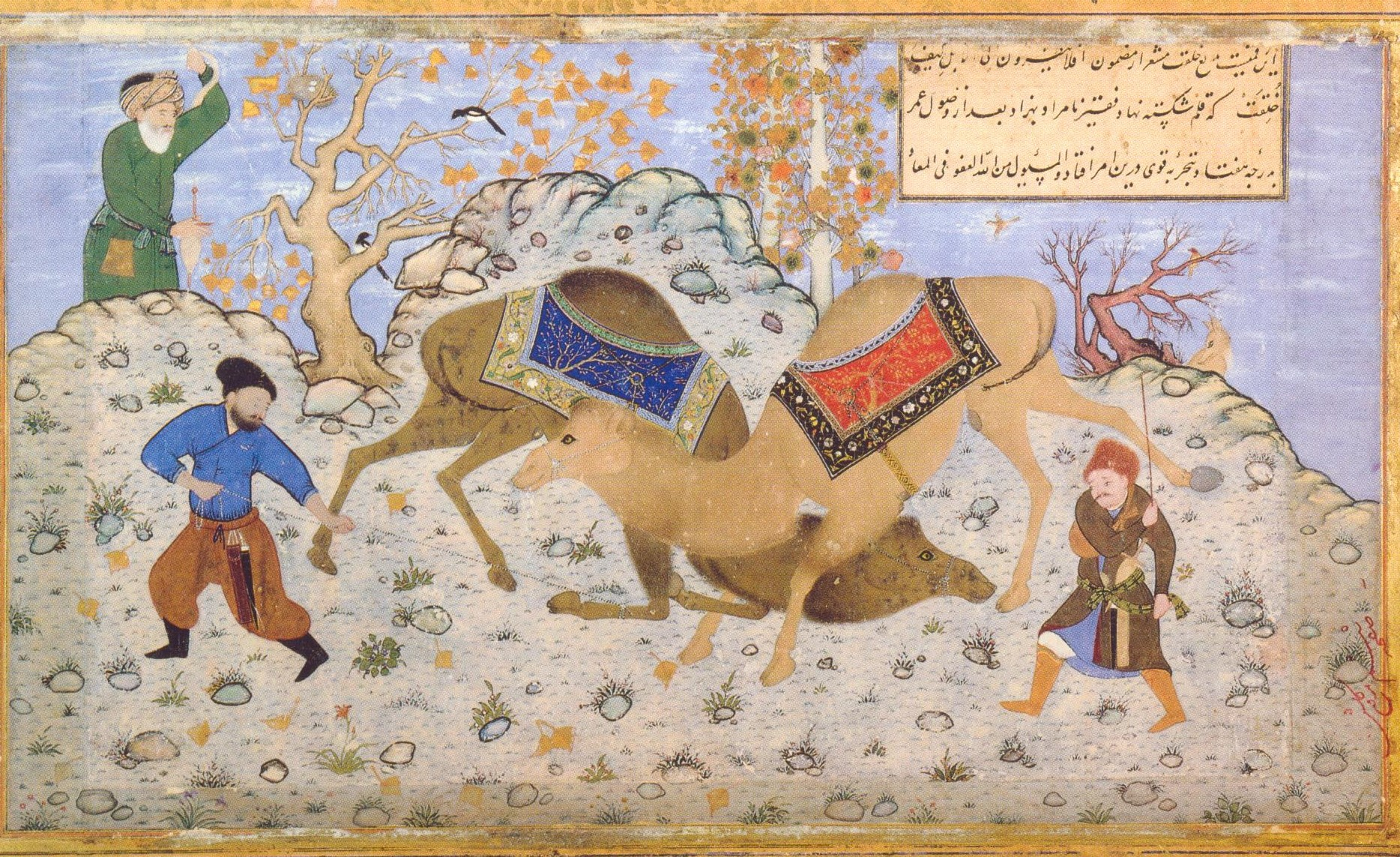
اثر بهزاد به سنه ۱۵۳۰ م.
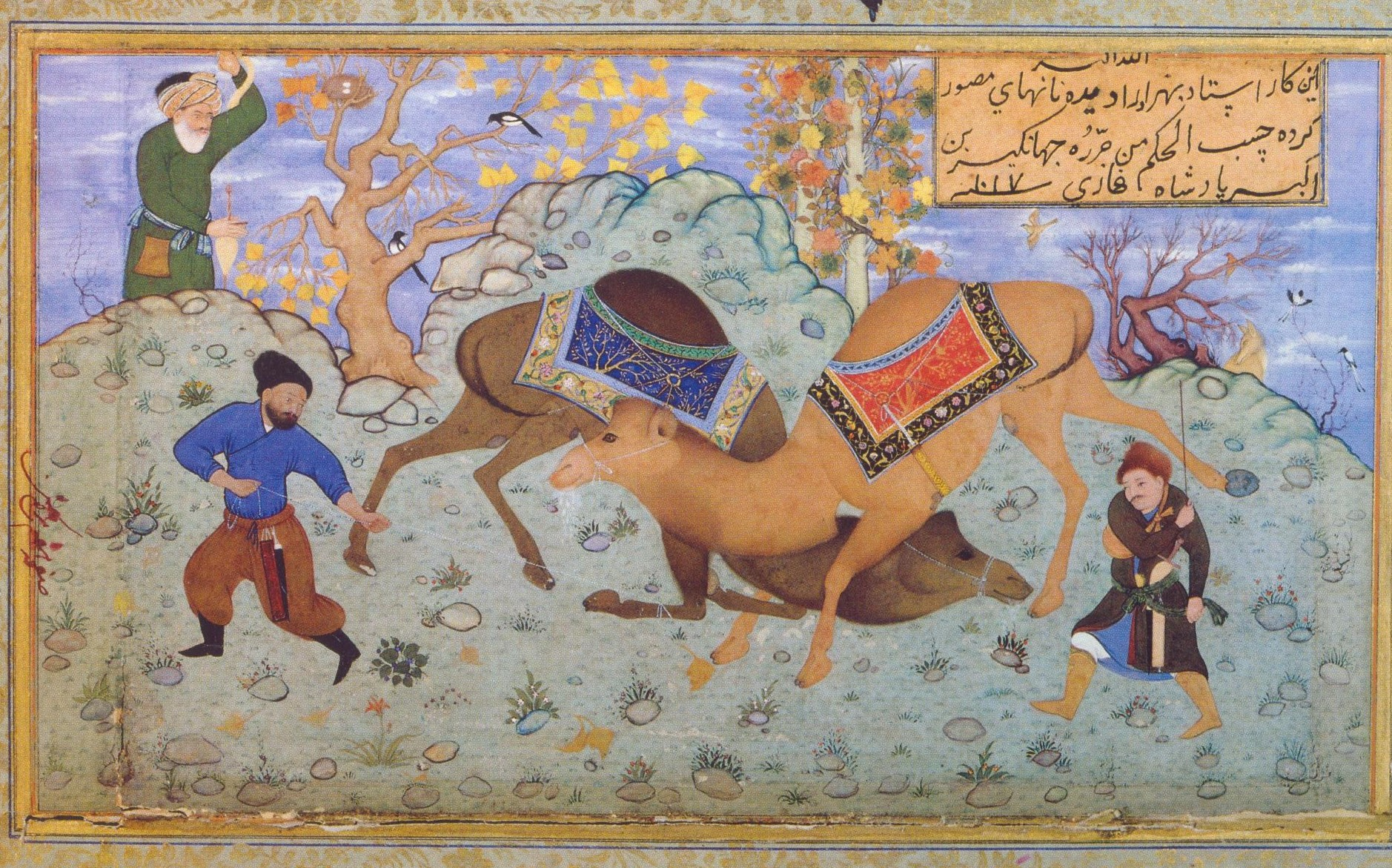
کپی نانها به سنه ۱۰۱۷ (۱۶۰۸ م).

### ننه در میوار
اکبر قبلاً بیهوده تلاش کرده بود تا ناحیه میوار را تحت سلطه خود درآورد. جهانگیر به تلاش ادامه داد و در شانزدهم، دسامبر ۱۶۱۳، پسرش شاهزاده خرم، بعدها شاه جهان، برای فتح سرزمین رانا آمار سینگ سیسودیا راهی شد. اندکی بیش از یک سال بعد، محمد بیگ این خبر را آورد که رانا در یک مراسم رسمی در گوگوندا در ۶ اوت متعهد شده‌است باج دهد و در فوریه ۱۶۱۵ مغول‌ها رسماً ناحیه را فتح کردند. نانها با شاهزاده در لشکرکشی همراه بود یا در آغاز فوریه ۱۶۱۵ به گوگوندا شتافت تا رویداد تاریخی تسلیم را در تصویری به ثبت برساند. علاوه بر این، احتمالاً در همان زمان، او برخی از مهم‌ترین چهره‌های مرتبط با لشکرکشی میوار را به تصویر کشید.
- رانا آمار سینگ از میوار تسلیم شاهزاده خرم می‌شود، حدود ۱۶۱۵–۱۸. موزه ویکتوریا و آلبرت، IS 185-1984. اندازه تصویر ۳۱٫۳ × ۲۰٫۱ سانتی‌متر. برگه به احتمال زیاد متعلق به جهانگیرنامه بوده‌است. حاشیه که با لباس سفید فردی در سمت چپ پایین تصویر دیده می‌شود، به قسمت مربوطه در خاطرات جهانگیر اشاره دارد.[۳۵] در سمت راست تصویر نقاش خود را در حال کار در میان درباریان به تصویر کشیده‌است. شخصیت‌های مهم با حروف کوچک با نامشان مشخص شده‌اند. اسم خودش را روی کاغذ طرحش نوشت.
- مهاراجه بهیم کانوار، حدود ۱۹–۱۶۱۵. آلبوم شاه جهان در ورسو. موزه هنر متروپولیتن، 55.121.10.2v. اندازه صفحه ۳۸٫۷ × ۲۵٫۶ سانتی‌متر. اندازه تصویر ۱۶٫۴ × ۹٫۷ سانتی‌متر. دست خط جهانگیر در لبه سمت چپ تصویر چنین است: «عمل نانها. تصویر بهیم کنوار، پسر رانا آمار سینگ، که به او لقب مهاراجه داده شده‌است.»[۳۶] در زیر پرتره، در حاشیه داخلی گل، شاه جهان نیز یادداشتی از خود به جای گذاشته‌است: «بهترین خدمتکاران ما در زمان شاهزاده ما، ماهارادجا بهیم و راجا بیکراماجیت بودند و هر دو طرف ما را گرفتند.»[۳۷] بهیم کانور از زمان فتح میوار در خدمت مغولان بود. به دستور جهانگیر به خدمت شاه جهان درآمد و حتی در زمان شورش شاه جهان علیه پدر، به او وفادار ماند. او در سال ۱۶۲۴ در جنگ با نیروهای امپراتوری درگذشت.[۳۸][۳۹]
- سورج مال. موزه هند، کلکته. این تصویر همچنین دارای کتیبه ای است که ورما آن را به عنوان رقم جهانگیر طبقه‌بندی می‌کند: اثر نانها. تصویر سوراج مال، پسر رانا آمار سینگ.[۴۰]
- محمد بیگ ذوالفقارخان. حدود ۱۶۱۵. صفحه ای از آلبوم مینتو. موزه ویکتوریا و آلبرت، IM.24-1925. اندازه تصویر ۱۵٫۸ × ۹٫۷ سانتی‌متر.[۴۱] کتیبه لبه سمت چپ تصویر «پرتره ذوالفقارخان. عمل نانها» به احتمال زیاد از جهانگیر است. شاه جهان در حاشیه زیر تصویر یادداشت زیر را اضافه کرده‌است: از بندگان خوب من بود. او در تیراندازی با کمان و پرتاب تیرهای گاز عالی بود. محمد بیگ قاصدی بود که خبر انقیاد رانا آمار سینگ را به جهانگیر رساند. برای این شادباش، جهانگیرشاه هدایای ارزشمندی به او داد و لقب ذوالفقارخان را به او بخشید.[۴۲]
- سیف خان بارها. حدود ۱۶۱۵. موزه هنر متروپولیتن، نیویورک، 55.121.10.4v.[۴۳] صفحه ای از آلبوم شاه جهان. اندازه صفحه ۳۸٫۳ × ۲۶٫۲ سانتی‌متر. اندازه تصویر تقریباً ۶٫۵ × ۱۴ سانتی‌متر. کتیبه از جهانگیر: «تصویر سید سیف خان بارها. اثر نانها». نام اصلی سیف خان «علی اصغر بارها» بود. او از نزدیکان جهانگیر بود که در سال ۱۶۰۶ لقب سیف خان را به خاطر خدمات و دلاوری‌هایش به او اعطا کرده بود. او نقش اصلی را در مبارزه علیه رانا آمار سینگ بازی کرد. در سال ۱۶۱۶ بر اثر وبا درگذشت.[۴۴]

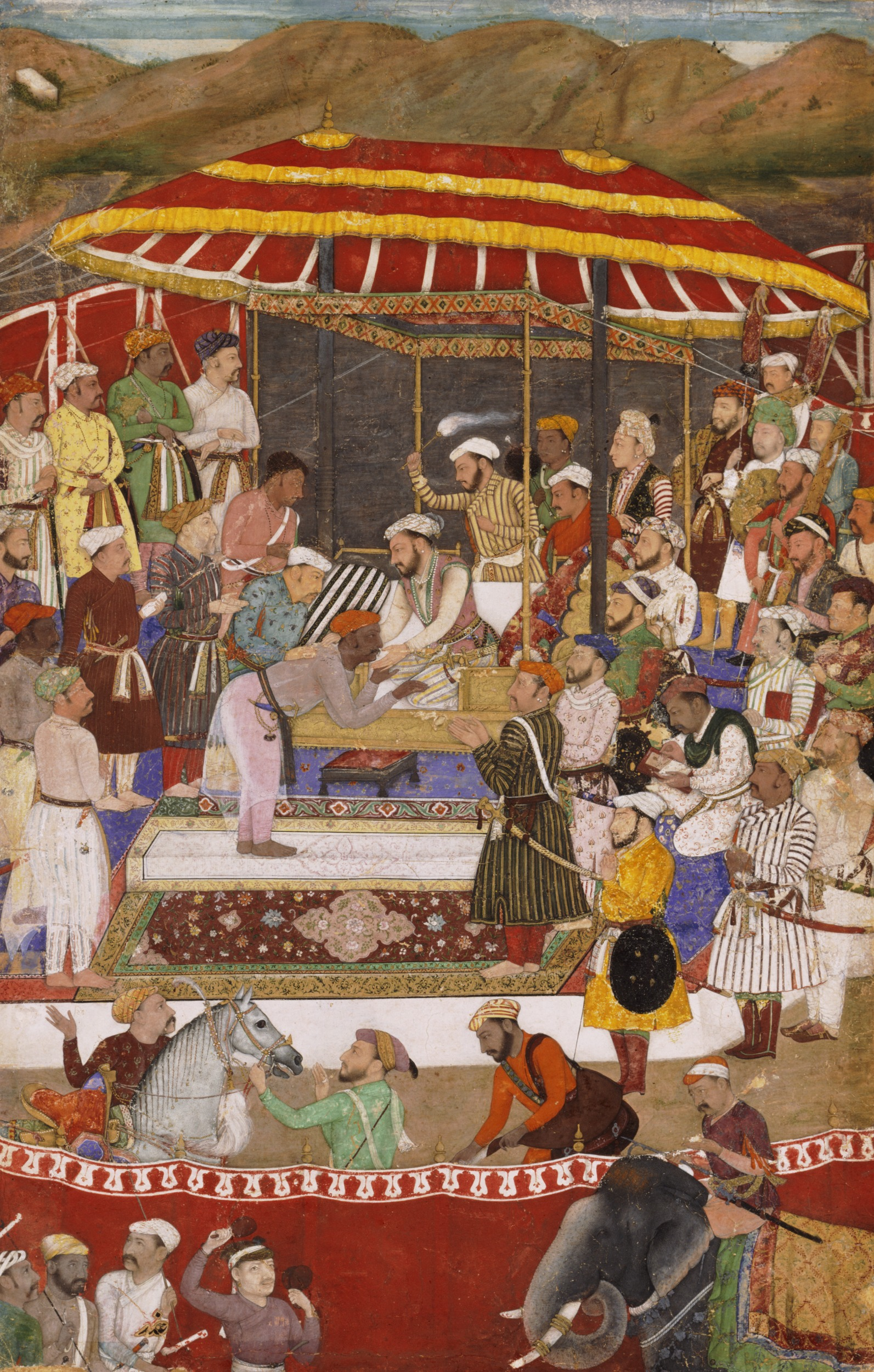
Rana Amar Singh unterwirft sich Prinz Khurram.
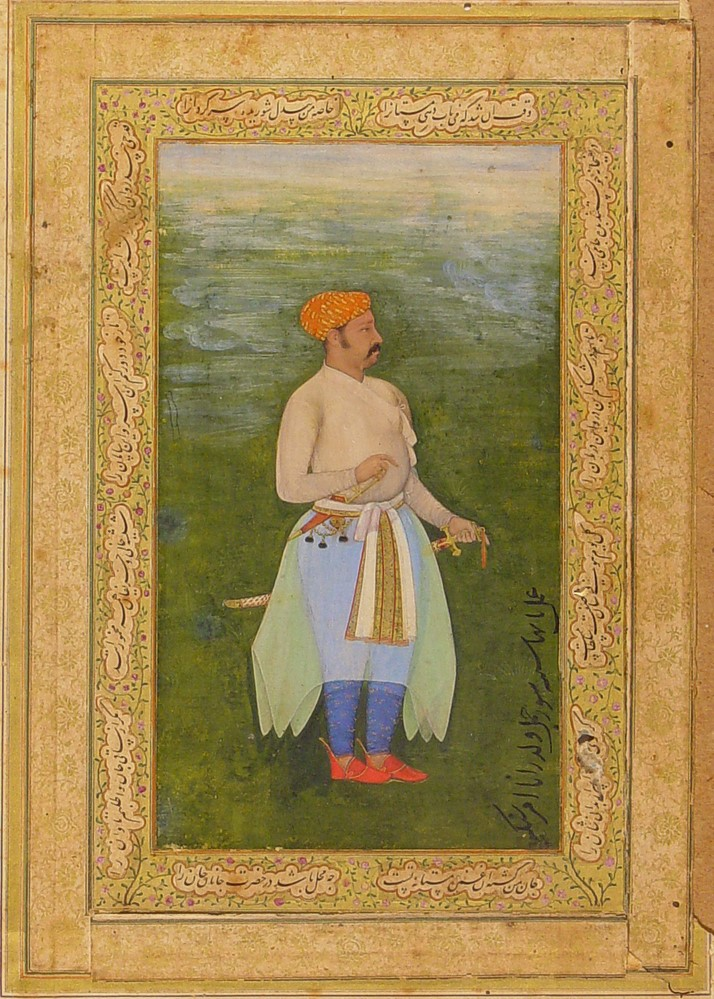
Sūradsch Mal, Sohn von Rana Amar Singh.
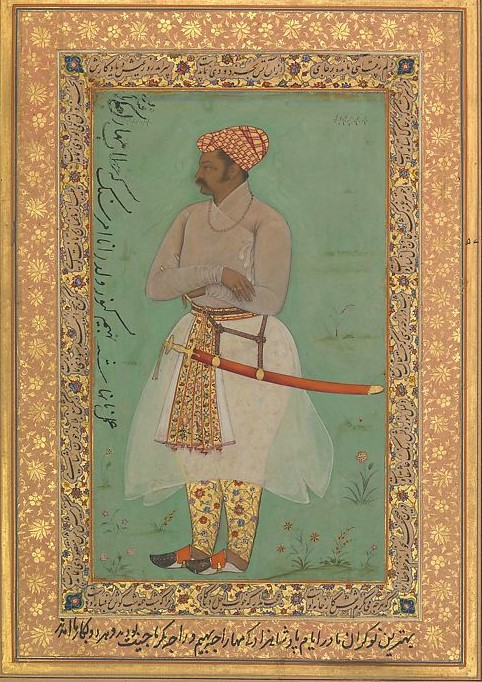
Bhīm Kunwar, Sohn von Rana Amar Singh.
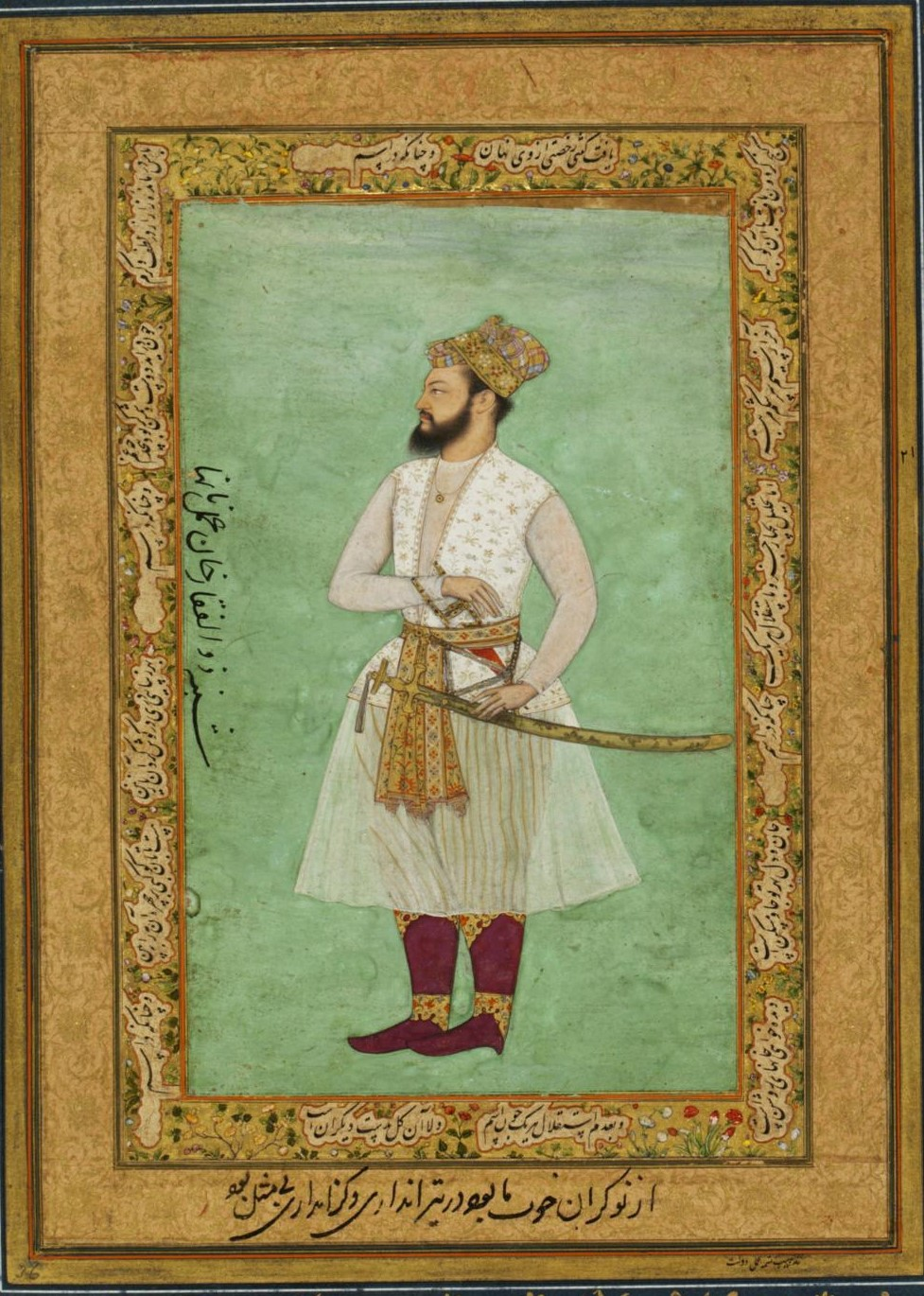
Muhammad Beg Zulfiqār Khān.
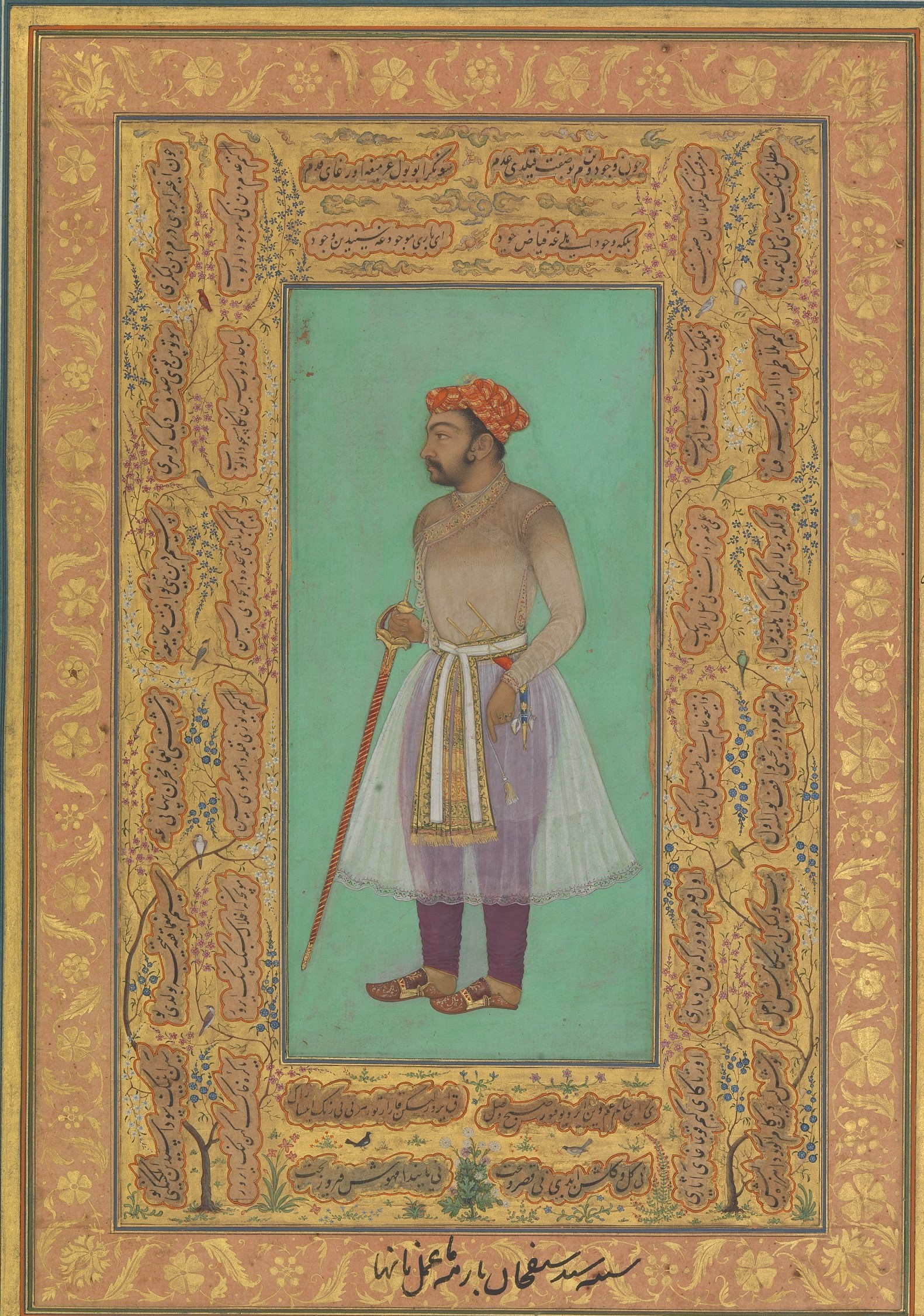
Sayf Khān Bārha.

### دیگر کارها

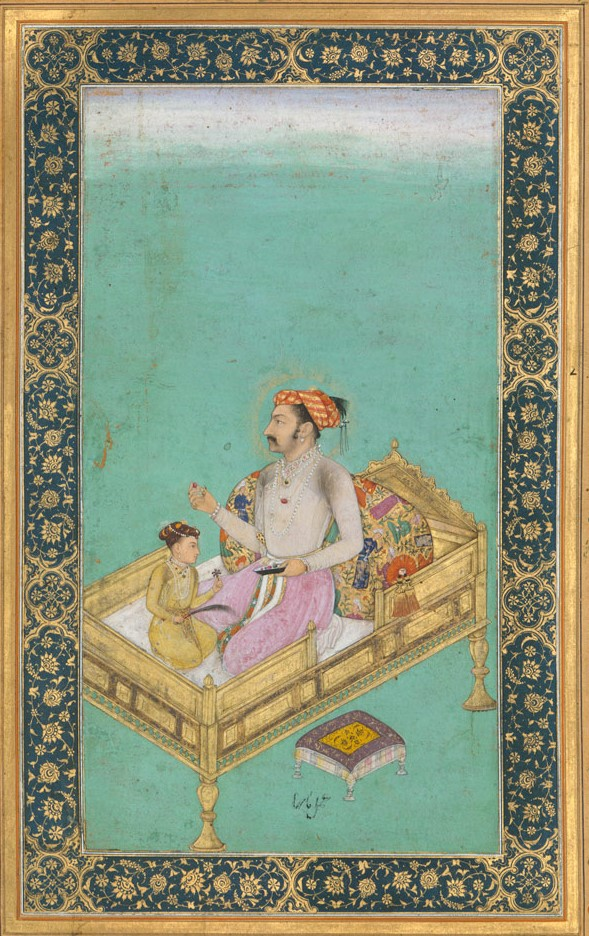
شاه جهان و دارا.

- شاه جهان به همراه پسرش دارا شکوه. صفحه ای از آلبوم شاه جهان. موزه هنر متروپولیتن، نیویورک، شماره دسترسی: 55.121.10.36v.[۴۵] اندازه صفحه ۳۸٫۹ × ۲۶٫۲ سانتی‌متر. از عصر شاه جهان (متولد ۱۵۹۲) و پسرش دارا شکوه (متولد ۲۰) مارس ۱۶۱۵) تاریخ حدود ۱۶۲۰ را می‌توان به دست آورد. کتیبه جهانگیر «اثر نانها» نوشته شده‌است.[۴۶]
- گفتگوی دو شیخ حدود ۱۶۲۰. آلبوم پترزبورگ، فول 46r. اندازه: ۹ × ۹٫۷ سانتی‌متر، بعداً گسترش یافته‌است. روی زانوی سمت راست نوشته شده‌است: تصویر شیخ بایزید. روی لباس سمت چپ نوشته شده‌است: تصویر شیخ جلال. هیچ‌یک از دو تصویر شده را نمی‌توان با قطعیت به یک شخصیت تاریخی نسبت داد. امضای نانها روی یک کاسه در پیش زمینه است.[۴۷]
- زاهد هندو زیر درختی عبادت می‌کند. موزه ویکتوریا و آلبرت، IS.229-1951. طراحی جوهر کوچک در حاشیه با ورق طلا. اندازه کلی ۲۶٫۵×۱۶٫۵ سانتی‌متر. این نقاشی دارای ارتفاع ۶٫۵ سانتی‌متر و عرض ۶٫۷ سانتی‌متر است. بر اساس اطلاعات موزه ویکتوریا و آلبرت، این تصویر بعدها به نانها نسبت داده شد. حدود ۱۶۲۰ تا ۱۶۵۰ به عنوان تاریخ نقاشی تخمین زده شده‌است.[۴۸]